# NGC 5880
NGC 5880 ist eine 14,3 mag helle Linsenförmige Galaxie vom Hubble-Typ S0 im Sternbild Waage auf der Ekliptik. Sie ist schätzungsweise 333 Millionen Lichtjahre von der Milchstraße entfernt und hat einen Durchmesser von etwa 70.000 Lichtjahren.
Im selben Himmelsareal befinden sich u. a. die Galaxien NGC 5878, NGC 5883, NGC 5892.
Das Objekt wurde am 6. Juni 1885 von Francis Leavenworth entdeckt.